# Veteran (JPEGMafia-album)
Veteran er det andet studiealbum af den amerikanske rapper og producer JPEGMafia. Albummet blev udgivet den 19. januar 2018.

## Spor
Alle sange skrevet og komponeret af JPEGMafia. 
| Veteran | Veteran                                    | Veteran | Veteran | Veteran | Veteran | Veteran | Veteran | Veteran | Veteran |
| #       | Titel                                      | Længde  |         |         |         |         |         |         |         |
| ------- | ------------------------------------------ | ------- | ------- | ------- | ------- | ------- | ------- | ------- | ------- |
| 1.      | "1539 N. Calvert"                          | 2:37    |         |         |         |         |         |         |         |
| 2.      | "Real Nega"                                | 2:31    |         |         |         |         |         |         |         |
| 3.      | "Thug Tears"                               | 3:18    |         |         |         |         |         |         |         |
| 4.      | "Dayum"                                    | 1:25    |         |         |         |         |         |         |         |
| 5.      | "Baby I'm Bleeding"                        | 2:32    |         |         |         |         |         |         |         |
| 6.      | "My Thoughts on Neogaf Dying"              | 1:34    |         |         |         |         |         |         |         |
| 7.      | "Rock N Roll Is Dead"                      | 3:08    |         |         |         |         |         |         |         |
| 8.      | "DD Form 214" (featuring Bobbi Rush)       | 3:15    |         |         |         |         |         |         |         |
| 9.      | "Germs"                                    | 2:41    |         |         |         |         |         |         |         |
| 10.     | "Libtard Anthem" (featuring Freaky)        | 1:20    |         |         |         |         |         |         |         |
| 11.     | "Panic Emoji"                              | 3:00    |         |         |         |         |         |         |         |
| 12.     | "DJ Snitch Bitch Interlude"                | 1:23    |         |         |         |         |         |         |         |
| 13.     | "Whole Foods"                              | 2:04    |         |         |         |         |         |         |         |
| 14.     | "Macaulay Culkin"                          | 1:57    |         |         |         |         |         |         |         |
| 15.     | "Williamsburg"                             | 3:33    |         |         |         |         |         |         |         |
| 16.     | "I Cannot Fucking Wait Til Morrissey Dies" | 1:26    |         |         |         |         |         |         |         |
| 17.     | "Rainbow Six" (featuring Yung Midpack)     | 4:43    |         |         |         |         |         |         |         |
| 18.     | "1488"                                     | 2:28    |         |         |         |         |         |         |         |
| 19.     | "Curb Stomp"                               | 2:15    |         |         |         |         |         |         |         |
| 47:13   |                                            |         |         |         |         |         |         |         |         |